# Believe (Elton John-sang)
 For alternative betydninger, se Believe. (Se også artikler, som begynder med Believe)
"Believe" er en sang af den britiske sangeren Elton John og blev udgivet den 20. februar 1995 som den første single fra hans album Made in England (1995). Sangen nåede førsteplasden i Canada og var Elton Johns femtende single som nåede førstepladsen på Adult Contemporary-listen og nåede også nummer tretten på Billboard Hot 100. I Europa nåede singlen Top 20 i Schweiz, Storbritannien, Frankrig og Belgien (Vallonien), men var en moderat succes i flere andre lande.

## Sporliste
7" single
1. "Believe" – 4:51
2. "The One" (live) – 6:32

CD maxi 1
1. "Believe" – 4:51
2. "Believe" (live) – 4:43
3. "Sorry Seems to Be the Hardest Word" (live) – 3:52

CD maxi 2
1. "Believe" – 4:51
2. "The One" (live) – 6:32
3. "Believe" (live) – 4:44

## Hitlister
| Hitliste (1995)                    | Placering |
| ---------------------------------- | --------- |
| Australien (ARIA Charts)           | 23        |
| Østrig (Ö3 Austria Top 40)         | 21        |
| Belgien (Ultratop 50, Flandern)    | 39        |
| Belgien (Ultratop 50, Vallonien)   | 9         |
| Nederlandene (Mega Top 50)         | 47        |
| Frankrig (SNEP)                    | 13        |
| Tyskland (Media Control Charts)    | 56        |
| Irland (Irish Singles Chart)       | 24        |
| Italien (FIMI)                     | 1         |
| New Zealand (RIANZ)                | 43        |
| Sverige (Sverigetopplistan)        | 25        |
| Schweiz (Schweizer Hitparade)      | 20        |
| Storbritannien (UK Singles Chart)  | 15        |
| USA (Billboard Hot 100)            | 13        |
| USA (Billboard Adult Contemporary) | 1         |
| USA (Top 40 Mainstream)            | 21        |